# Seth Binzer
Seth Brooks „Shifty Shellshock” Binzer (ur. 23 sierpnia 1974 w Los Angeles w Kalifornii, zm. 24 czerwca 2024 tamże) – amerykański wokalista, frontman i współzałożyciel zespołu Crazy Town. Ponadto aktor; pojawił się w filmach Clifford (1994), Willowbee (2004) i Dead 7 (2016).

## Życiorys

### Wczesne lata
Urodził się w Los Angeles w rodzinie żydowskiej, jako syn Leslie Brooks i Rollina Binzera. Jego ojciec był malarzem i reżyserem, a także projektantem – projektował okładki na albumy muzyczne. Był reżyserem filmu Ladies and Gentlemen: The Rolling Stones o zespole The Rolling Stones.
Gdy miał osiem lat, jego rodzina przeniosła się do Marblehead w stanie Massachusetts. Jednak po czterech latach powróciła do Los Angeles.
Binzer już w dzieciństwie pisał wiersze, a jako nastolatek zaczął rapować. Wtedy też zaangażował się w działalność sceny West Coast hip-hopowej, zaś w wieku piętnastu lat został członkiem hip-hopowego zespołu The Whooliganz. Zaczął także malować graffiti, zaś swoje prace umieszczał w Los Angeles, Westwood Village i Hollywood. Jako osiemnastolatek zrobił sobie pierwszy tatuaż.

### Kariera muzyczna
Binzer zaczął współpracę z Bretem „Epikiem” Mazurem w 1992, założyli wtedy zespół The Brimstone Sluggers. Na początku 1999 utworzyli Crazy Town. Grupa odniosła już na starcie swojej działalności duży sukces za sprawą debiutanckiego albumu, The Gift of Game, który uzyskał status platynowej płyty, oraz pochodzącego z niego singla „Butterfly”, który dotarł do pierwszego miejsca na liście Billboard Hot 100 w 2001.
W 2000 Crazy Town podpisał kontrakt z organizatorami festiwalu Ozzfest, jednak zespół był zmuszony wycofać się po dwóch tygodniach koncertowania z powodu aresztowania Binzera, który po pijanemu wyrzucił krzesło przez okno. Zespół koncertował na festiwalu w następnym roku.
W 2002 Binzer wykonał utwór „Starry Eyed Surprise”, pochodzący z albumu Paula Oakenfolda Bunkka i zamieszczony również na debiutanckiej płycie solowej Binzera.
W 2004 wydał swój pierwszy album solowy, Happy Love Sick przy współpracy z TC i Oakenfoldem. Na jego albumie, Dr. Sober and Mr. High, wystąpili: will.i.am, Fergie, Tom Dumont i Paul Oakenfold.

### Kariera filmowa
W 1994 zagrał niewielką rolę w filmie Clifford, w którym wystąpili także m.in. Martin Short, Charles Grodin i Mary Steenburgen. Dziesięć lat później on i Amy Smart byli odtwórcami głównych ról w filmie krótkometrażowym Willowbee. W 2005 podkładał głos w sportowym programie telewizyjnym Shark Hunter: Ultimate Tournament Series. W 2016 wystąpił w roli Deckera w filmie Dead 7.

## Życie prywatne
W wywiadzie dla „Rolling Stone” z 2001, przyznał się do spędzenia trzech miesięcy w California Institution for Men (CIM) w Chino w Kalifornii, po próbie włamania, sprzedaży i używania rekreacyjnych narkotyków przez kilka lat, a także do walki z uzależnieniem od narkotyków. Od dłuższego czasu zmagał się z uzależnieniem od nielegalnych używek i pomimo udziału w dwóch reality show, w których przeszedł leczenie odwykowe (Celebrity Rehab i Sober House), nie zerwał z nałogiem i w lutym 2012 został aresztowany pod zarzutem posiadania kokainy. 29 marca 2012 został przyjęty do szpitala po utracie przytomności, zanim obudził się ze śpiączki i został zwolniony.
Romansował z modelką Angie Everhart i aktorką porno Belladonną. W latach 2002–2011 był żonaty z Melissą Clark. Miał z nią syna o imieniu Halo. W latach 2010–2012 był związany z modelką Jasmine Lennard, z którą miał syna Phoenixa. W latach 2014–2016 był żonaty z kanadyjską modelką Ashiko Westguard.
Od 2021 roku, aż do swojej śmierci Binzer spotykał się z aktorką Soleil Moon Frye. W 2023 roku został zatrzymany za prowadzenie pojazdu pod wpływem alkoholu.
Zmarł 24 czerwca 2024 roku. Wokalista został znaleziony martwy w swoim domu w Los Angeles. Seth zmarł w wyniku przypadkowego przedawkowania środków odurzających. Departament medycyny sądowej hrabstwa Los Angeles ustalił, że w jego organizmie znajdowała się mieszanka fentanylu, kokainy oraz metamfetaminy.  

## Dyskografia

### Albumy solowe
- Happy Love Sick (2004)